# Roepletters

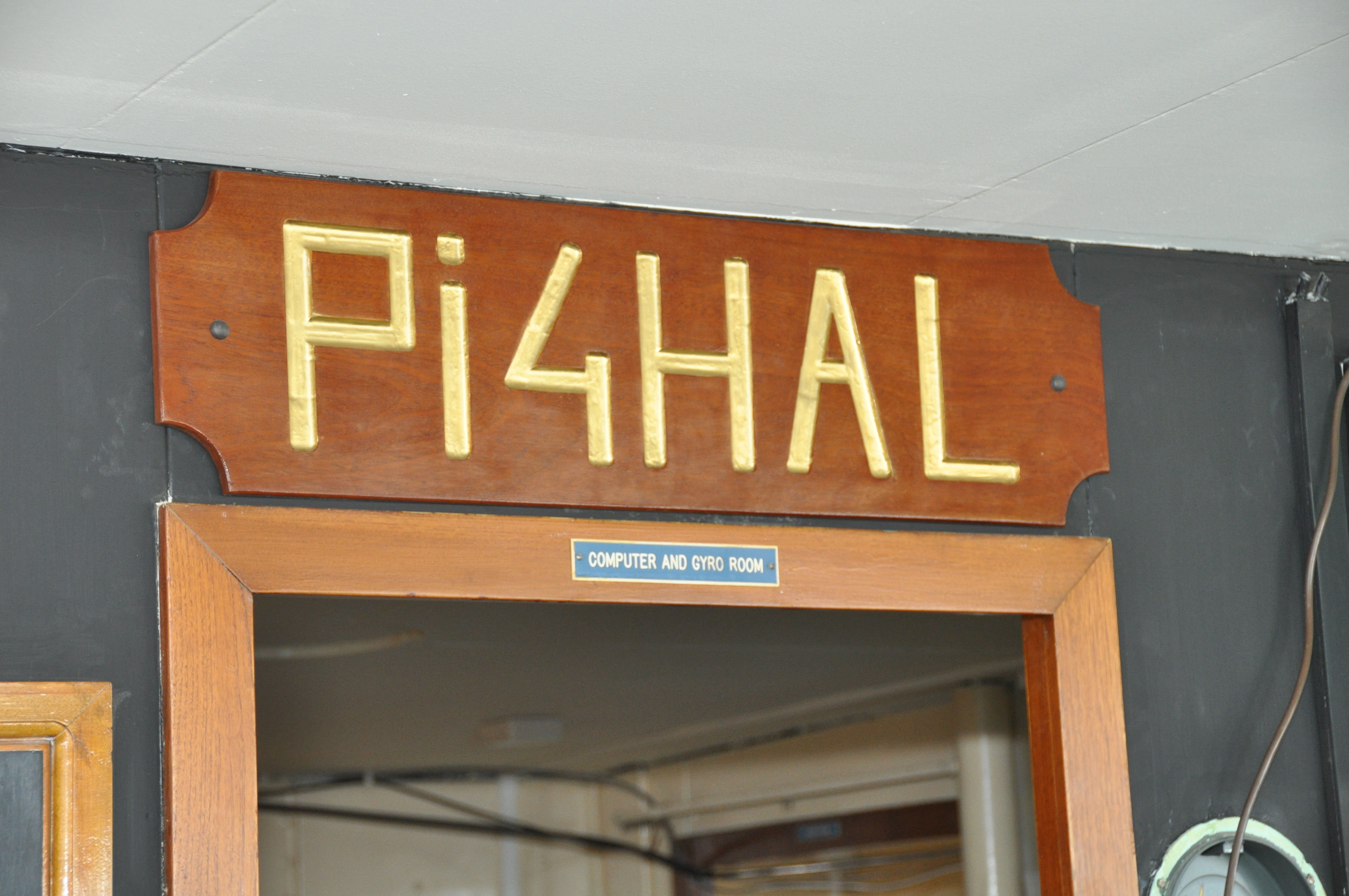
De roepletters van het amateurstation aan boord van het stoomschip Rotterdam van de Holland-Amerika Lijn uit 1959

Men gebruikt roepletters (Engels: call sign) om zich in de radiotelegrafie en radiotelefonie te kunnen identificeren.

## Zendfrequentiegebruik
Roepletters bestaan uit 1 tot 3 letters en/of cijfers (het prefix; voor Nederland: PA t/m PI; voor België ON t/m OT), gevolgd door minimaal één en maximaal drie letters, of vier cijfers (het suffix). Roepletters in Nederland werden tot voor kort toegewezen door het Rijksinspectie Digitale Infrastructuur (RDI) en in België door het BIPT, maar mogen nu (binnen bepaalde grenzen) door de zendamateur zelf worden gekozen. Er mag geen spatie in de roepnaam voorkomen.
Om roepletters te  verkrijgen moet men in het bezit zijn van een licentie als radiozendamateur, of voor maritieme radiocommunicatie (marifoon). Met een licentie kan vervolgens een Call (de roepletters) worden aangevraagd voor een bepaalde zendinstallatie.

### Prefix
Uit het Nederlandse prefix valt af te leiden over welk type registratie de zendamateur beschikt:
- Begint het prefix met PD, dan beschikt de zendamateur in kwestie over een zogenaamde N-registratie, waarmee gebruik van een beperkt aantal frequenties en vermogen is toegestaan. Voorbeeld: PD0AC.
- Begint het prefix met PA, PB, PC, PE, PF, PG of PH, dan beschikt een zendamateur over een F-registratie, die toegang geeft tot alle toegewezen frequenties en met grotere zendvermogens tot maximaal 400 watt. Voorbeeld: PA0LEZ.
- Indien het prefix bestaat uit de letters PI, dan wil dit zeggen dat de roepnaam gereserveerd is voor specifieke doeleinden, experimenten, onderwijs, vergunningen e.d.
- Als het cijfer na het prefix een 6 is binnen de prefixen PA t/m PH, dan wil dit zeggen dat het een call is voor bijzondere amateurevenementen.
- Als de roepnaam begint met PJ, dan is deze geregistreerd in Caribisch Nederland. Voor Aruba begint de roepnaam met P4.

Belgische stations hebben een prefix vanaf ON tot en met OT, al wordt meestal ON gebruikt. 
- ON1-roeptekens werden tot midden 2003 uitgereikt aan radioamateurs die geen telegrafie-examen (Morse-code) aflegden en daardoor alleen toegang hadden tot de VHF-banden of hoger. Sedertdien heeft deze categorie een ON4-8-roepteken kunnen aanvragen waardoor ze mits ze een kleine toeslag betaalt nu ook de HF-banden mag uitzenden. Sinds 15 september 2010 is het ON1-roepteken volledig gelijkgesteld aan een ON4-8-roepteken, en staat daarnaast ook open voor (nieuwe) HAREC- vergunninghouders.
- ON2-roeptekens werden tot september 2005 gegeven aan personen die in een vereenvoudigd technisch examen slaagden, waardoor ze toegang kregen tot de VHF- en UHF-banden.
- ON3: Sedert 1 september 2005 is er een nieuwe vergunning voor 'nieuwkomers' ingevoerd, de 'Basisvergunning'. De houders van die vergunning krijgen een ON3-roepteken. Na het Verenigd Koninkrijk was België het tweede land om dit te doen. Het vereenvoudigde examen bij het BIPT is nu ook aangevuld door een praktische proef die kan worden afgenomen door de erkende verenigingen. Met een beperkt zendvermogen heeft een ON3 toegang tot alle kortegolfbanden, 6 meter-, 2 meter- en 70cm-band. 
  - Het maximaal vermogen is 50 watt op de kortegolfbanden en 6 meter en op 2 meter en 70 cm.
  - ON3's hebben geen toelating om zelf zenders te bouwen of wijzigingen aan commerciële apparatuur aan te brengen.
- ON4 tot en met ON8: roepnamen gegeven aan de houders van een HAREC-vergunning. Voor hen zijn er het minste beperkingen.
- ON9-roepnamen voorbehouden voor buitenlanders, woonachtig in België.
- ON0 zijn de niet bemande, automatische stations zoals steunzenders/repeaters voor spraak, bakenstations of packet-radio/APRS-knooppunten.

Uit de roepnamen kan men niet afleiden wat de taal van de vergunninghouder is noch waar het station is opgesteld.

### Suffix
Het suffix, de laatste letter(s), mag niet bestaan uit de letters SOS of de lettercombinaties QOA t/m QUZ. Dat laatste om verwarring met de Q-code te voorkomen.

### Buitenland
In sommige landen, zoals de Verenigde Staten, worden de roepletters ook door radio- en televisie-omroepstations gebruikt om zichzelf te identificeren voor de luisteraars. Omroepstations ten westen van de Mississippi hebben een roepnaam, die begint met de letter "K". Ten oosten van de Mississippi beginnen de roepnamen met de letter "W".
Omroepstations moeten in de buurt van elk heel uur hun roepletters noemen, en ze worden daar door de firma Arbitron ook gebruikt om de luistercijfers bij te houden. Daardoor zijn de Amerikaanse radiostations, en in mindere mate televisiestations, vaak vooral bekend bij hun roepletters.

## Luchtvaart
Het gebruik van roepletters in de luchtvaart hangt af van het soort vliegoperatie, en of het radiocontact wordt geïnitieerd door een vliegtuig of een grondstation.
In de meeste landen identificeren particuliere vliegtuigen zich met roepletters, die overeenkomen met de vliegtuigregistratie (ook het staartnummer genoemd). De vliegtuigregistratie bestaat uit een prefix dat aangeeft in welk land het vliegtuig geregistreerd is, gevolgd door een unieke combinatie van letters/cijfers (voor Nederland is dat "PH" (Pays Bas en Holland), gevolgd door drie letters bij motorvliegtuigen, of cijfers bij overige luchtvaartuigen). Voor het uitspreken van de radioroepnaam wordt het ICAO-spellingsalfabet gebruikt. Voorbeeld: een vliegtuig met de registratie PH-ARG meldt zich met "pappa hotel alpha romeo golf" (of afgekort "pappa romeo golf ") .
Commerciële luchtvaartmaatschappijen gebruiken een speciale drieletterige maatschappijcode die bij de International Civil Aviation Organization (ICAO) is geregistreerd en in combinatie met een vluchtnummer wordt gebruikt. Zo gebruikt een vlucht van de KLM met vluchtnummer '838' de roepnaam "KLM eight three eight" (ICAO-aanduiding: KLM838). De radioroepnaam komt niet altijd overeen met de drielettercode en/of de naam van de maatschappij: zo is de radioroepnaam van Brussels Airlines "Bee-line" (drielettercode: BEL), South African Airways "Springbok" (drielettercode: SAA), China Airlines "Dynasty" (drielettercode: CAL), Aer Lingus "Shamrock" (drielettercode: EIN) en van British Airways "Speedbird" (drielettercode: BAW).
Op vliegtickets en op de borden met vertrek- en aankomsttijden in luchthaventerminals worden IATA-vluchtnummers gebruikt die afwijken van bovengenoemde ICAO-aanduidingen.
Grondstations identificeren zich met de naam en functie van het station, zoals "Schiphol Tower" voor de verkeerstoren, of "Amsterdam Radar" voor de luchtverkeersleiding op grotere hoogte.

### Toevoeging categorie zogturbulentie
In radiocommunicatie in de luchtvaart kan aan de radioroepnaam de postfix heavy of super worden toegevoegd om aan te geven dat het een vliegtuigtype betreft met een maximum toegestaan startgewicht van 136.000 kg of meer, waardoor het krachtige zogturbulentie kan veroorzaken (voorbeeld: "Speedbird seven five heavy"). Anno 2015 vallen alleen de Airbus A380 en Antonov An-225 in de allerhoogste klasse, en gebruiken daarom de toevoeging "super".

## Militaire luchtvaart
In de militaire luchtvaart worden "codenamen" (Engels: tactical callsign) gebruikt om een vlieger tijdens de vlucht aan te duiden, om zodoende de personalia van de vlieger in kwestie niet prijs te geven.

## Scheepvaart
Ook schepen krijgen roepletters uit bovengenoemde series. Deze worden voor de Europese binnenvaart vertaald in een ATIS-code, en voor de zeevaart in een MMSI-code. Sinds de invoering van Inland-AIS wordt door daarmee uitgeruste binnenschepen van 20 meter of langer ook het MMSI-signaal gebruikt om de transponder te identificeren. Deze codes worden automatisch meegezonden bij een uitzending. In de scheepvaart wordt voor binnen- en kustvaart gebruikgemaakt van de marifoon (VHF); verder van land kan ook gebruikgemaakt worden van middengolf (MF) of korte golf (HF). De Internationale Telecommunicatie-unie maakt de roepletters van schepen bekend in een openbare database.

## Lijst van roepletters per land
| Roepletters | Roepletters | Roepletters |
| --- | --- | --- |
| - 2AA-2ZZ Verenigd Koninkrijk - 3AA-3AZ Monaco - 3BA-3BZ Mauritius - 3CA-3CZ Equatoriaal-Guinea - 3DA-3DM Swaziland - 3DN-3DZ Fiji - 3EA-3FZ Panama - 3GA-3GZ Chili - 3HA-3UZ China - 3VA-3VZ Tunesië - 3WA-3WZ Vietnam - 3XA-3XZ Guinee - 3YA-3YZ Noorwegen - 3ZA-3ZZ Polen - 4AA-4CZ Mexico - 4DA-4IZ Filipijnen - 4JA-4KZ Azerbeidzjan - 4LA-4LZ Georgië - 4MA-4MZ Venezuela - 4OA-4OZ Montenegro (WRC-07) - 4PA-4SZ Sri Lanka - 4TA-4TZ Peru - 4UA-4UZ Verenigde Naties - 4VA-4VZ Haïti - 4WA-4WZ Oost-Timor (WRC-03) - 4XA-4XZ Israël - 4YA-4YZ Internationale Burgerluchtvaartorganisatie - 4ZA-4ZZ Israël - 5AA-5AZ Libië - 5BA-5BZ Cyprus - 5CA-5GZ Marokko - 5HA-5IZ Tanzania - 5JA-5KZ Colombia - 5LA-5MZ Liberia - 5NA-5OZ Nigeria - 5PA-5QZ Denemarken - 5RA-5SZ Madagaskar - 5TA-5TZ Mauritanië - 5UA-5UZ Niger - 5VA-5VZ Togo - 5WA-5WZ Samoa - 5XA-5XZ Oeganda - 5YA-5ZZ Kenia - 6AA-6BZ Egypte - 6CA-6CZ Syrië - 6DA-6JZ Mexico - 6KA-6NZ Zuid-Korea - 6OA-6OZ Somalische Democratische Republiek - 6PA-6SZ Pakistan - 6TA-6UZ Soedan - 6VA-6WZ Senegal - 6XA-6XZ Madagaskar - 6YA-6YZ Jamaica - 6ZA-6ZZ Liberia - 7AA-7IZ Indonesië - 7JA-7NZ Japan - 7OA-7OZ Jemen - 7PA-7PZ Lesotho - 7QA-7QZ Malawi - 7RA-7RZ Algerije - 7SA-7SZ Zweden - 7TA-7YZ Algerije - 7ZA-7ZZ Saoedi-Arabië - 8AA-8IZ Indonesië - 8JA-8NZ Japan - 8OA-8OZ Botswana - 8PA-8PZ Barbados - 8QA-8QZ Maldiven - 8RA-8RZ Guyana - 8SA-8SZ Zweden - 8TA-8YZ India - 8ZA-8ZZ Saoedi-Arabië - 9AA-9AZ Kroatië - 9BA-9DZ Iran - 9EA-9FZ Ethiopië - 9GA-9GZ Ghana - 9HA-9HZ Malta - 9IA-9JZ Zambia - 9KA-9KZ Koeweit - 9LA-9LZ Sierra Leone - 9MA-9MZ Maleisië - 9NA-9NZ Nepal - 9OA-9TZ Congo-Kinshasa - 9UA-9UZ Burundi - 9VA-9VZ Singapore - 9WA-9WZ Maleisië - 9XA-9XZ Rwanda - 9YA-9ZZ Trinidad en Tobago - AAA-ALZ Verenigde Staten - AMA-AOZ Spanje - APA-ASZ Pakistan - ATA-AWZ India - AXA-AXZ Australië - AYA-AZZ Argentinië - A2A-A2Z Botswana - A3A-A3Z Tonga - A4A-A4Z Oman - A5A-A5Z Bhutan - A6A-A6Z Verenigde Arabische Emiraten - A7A-A7Z Qatar - A8A-A8Z Liberia - A9A-A9Z Bahrein - BAA-BZZ China | - CAA-CEZ Chili - CFA-CKZ Canada - CLA-CMZ Cuba - CNA-CNZ Marokko - COA-COZ Cuba - CPA-CPZ Bolivia - CQA-CUZ Portugal - CVA-CXZ Uruguay - CYA-CZZ Canada - C2A-C2Z Nauru - C3A-C3Z Andorra - C4A-C4Z Cyprus - C5A-C5Z Gambia - C6A-C6Z Bahama's - C7A-C7Z Wereld Meteorologische Organisatie - C8A-C9Z Mozambique - DAA-DRZ Duitsland - DSA-DTZ Zuid-Korea - DUA-DZZ Filipijnen - D2A-D3Z Angola - D4A-D4Z Kaapverdië - D5A-D5Z Liberia - D6A-D6Z Comoren - D7A-D9Z Zuid-Korea - EAA-EHZ Spanje - EIA-EJZ Ierland - EKA-EKZ Armenië - ELA-ELZ Liberia - EMA-EOZ Oekraïne - EPA-EQZ Iran - ERA-ERZ Moldavië - ESA-ESZ Estland - ETA-ETZ Ethiopië - EUA-EWZ Wit-Rusland - EXA-EXZ Kirgizië - EYA-EYZ Tadzjikistan - EZA-EZZ Turkmenistan - E2A-E2Z Thailand - E3A-E3Z Eritrea - E4A-E4Z Palestijnse Autoriteit - E5A-E5Z Cookeilanden - E6A-E6Z Niue - E7A-E7Z Bosnië en Herzegovina - FAA-FZZ Frankrijk - GAA-GZZ Verenigd Koninkrijk - HAA-HAZ Hongarije - HBA-HBZ Zwitserland - HCA-HDZ Ecuador - HEA-HEZ Zwitserland - HFA-HFZ Polen - HGA-HGZ Hongarije - HHA-HHZ Haïti - HIA-HIZ Dominicaanse Republiek - HJA-HKZ Colombia - HLA-HLZ Zuid-Korea - HMA-HMZ Noord-Korea - HNA-HNZ Irak - HOA-HPZ Panama - HQA-HRZ Honduras - HSA-HSZ Thailand - HTA-HTZ Nicaragua - HUA-HUZ El Salvador - HVA-HVZ Vaticaanstad - HWA-HYZ Frankrijk - HZA-HZZ Saoedi-Arabië - H2A-H2Z Cyprus - H3A-H3Z Panama - H4A-H4Z Salomonseilanden - H6A-H7Z Nicaragua - H8A-H9Z Panama - IAA-IZZ Italië - JAA-JSZ Japan - JTA-JVZ Mongolië - JWA-JXZ Noorwegen - JYA-JYZ Jordanië - JZA-JZZ Indonesië - J2A-J2Z Djibouti - J3A-J3Z Grenada - J4A-J4Z Griekenland - J5A-J5Z Guinee-Bissau - J6A-J6Z Saint Lucia - J7A-J7Z Dominica - J8A-J8Z Saint Vincent en de Grenadines - KAA-KZZ Verenigde Staten - LAA-LNZ Noorwegen - LOA-LWZ Argentinië - LXA-LXZ Luxemburg - LYA-LYZ Litouwen - LZA-LZZ Bulgarije - L2A-L9Z Argentinië - MAA-MZZ Verenigd Koninkrijk - NAA-NZZ Verenigde Staten - OAA-OCZ Peru - ODA-ODZ Libanon - OEA-OEZ Oostenrijk - OFA-OJZ Finland - OKA-OLZ Tsjechië - OMA-OMZ Slowakije - ONA-OTZ België - OUA-OZZ Denemarken - PAA-PIZ Nederland - PJA-PJZ Caribisch Nederland - PKA-POZ Indonesië | - PPA-PYZ Brazilië - PZA-PZZ Suriname - P2A-P2Z Papoea-Nieuw-Guinea - P3A-P3Z Cyprus - P4A-P4Z Aruba - P5A-P9Z Noord-Korea - RAA-RZZ Rusland - SAA-SMZ Zweden - SNA-SRZ Polen - SSA-SSM Egypte - SSN-STZ Soedan - SUA-SUZ Egypte - SVA-SZZ Griekenland - S2A-S3Z Bangladesh - S5A-S5Z Slovenië - S6A-S6Z Singapore - S7A-S7Z Seychellen - S8A-S8Z Zuid-Afrika - S9A-S9Z Sao Tomé en Principe - TAA-TCZ Turkije - TDA-TDZ Guatemala - TEA-TEZ Costa Rica - TFA-TFZ IJsland - TGA-TGZ Guatemala - THA-THZ Frankrijk - TIA-TIZ Costa Rica - TJA-TJZ Kameroen - TKA-TKZ Frankrijk - TLA-TLZ Centraal-Afrikaanse Republiek - TMA-TMZ Frankrijk - TNA-TNZ Congo-Brazzaville - TOA-TQZ Frankrijk - TRA-TRZ Gabon - TSA-TSZ Tunesië - TTA-TTZ Tsjaad - TUA-TUZ Ivoorkust - TVA-TXZ Frankrijk - TYA-TYZ Benin - TZA-TZZ Mali - T2A-T2Z Tuvalu - T3A-T3Z Kiribati - T4A-T4Z Cuba - T5A-T5Z Somalië - T6A-T6Z Afghanistan - T7A-T7Z San Marino - T8A-T8Z Palau - UAA-UIZ Rusland - UJA-UMZ Oezbekistan - UNA-UQZ Kazachstan - URA-UZZ Oekraïne - VAA-VGZ Canada - VHA-VNZ Australië - VOA-VOZ Canada - VPA-VQZ Verenigd Koninkrijk - VRA-VRZ Hongkong - VSA-VSZ Verenigd Koninkrijk - VTA-VWZ India - VXA-VYZ Canada - VZA-VZZ Australië - V2A-V2Z Antigua en Barbuda - V3A-V3Z Belize - V4A-V4Z Saint Kitts en Nevis - V5A-V5Z Namibië - V6A-V6Z Micronesia - V7A-V7Z Marshalleilanden - V8A-V8Z Brunei - WAA-WZZ Verenigde Staten - XAA-XIZ Mexico - XJA-XOZ Canada - XPA-XPZ Denemarken - XQA-XRZ Chili - XSA-XSZ China - XTA-XTZ Burkina Faso - XUA-XUZ Cambodja - XVA-XVZ Vietnam - XWA-XWZ Laos - XXA-XXZ Macau - XYA-XZZ Myanmar - YAA-YAZ Afghanistan - YBA-YHZ Indonesië - YIA-YIZ Irak - YJA-YJZ Vanuatu - YKA-YKZ Syrië - YLA-YLZ Letland - YMA-YMZ Turkije - YNA-YNZ Nicaragua - YOA-YRZ Roemenië - YSA-YSZ El Salvador - YTA-YUZ Servië - YVA-YYZ Venezuela - Y2A-Y9Z Duitsland - ZAA-ZAZ Albanië - ZBA-ZJZ Verenigd Koninkrijk - ZKA-ZMZ Nieuw-Zeeland - ZNA-ZOZ Verenigd Koninkrijk - ZPA-ZPZ Paraguay - ZQA-ZQZ Verenigd Koninkrijk - ZRA-ZUZ Zuid-Afrika - ZVA-ZZZ Brazilië - Z2A-Z2Z Zimbabwe - Z3A-Z3Z Noord-Macedonië - Z8A-Z8Z Soedan |